# Бельцы-Город
Аэропорт Бельцы-Город (рум. Aeroportul Bălţi-Oraş) (ИКАО: LUBA) является одним из двух аэропортов Бельц, Молдавия (вторым аэропортом Бельц является Международный аэропорт Бельцы-Лядовены). Аэропорт Бельцы-Город основан после окончания Второй мировой войны на замену главному военному аэродрому Молдовы в Бельцах — (находящимся в пригороде Бельц в Сингуренах). Гражданский аэропорт Бельцы-Город был вторым самым занятым аэропортом Молдовы на внутренних молдавских и советских авиалиниях до конца 1980-х годов, когда был введён в эксплуатацию второй аэропорт Бельц Международный аэропорт Бельцы-Лядовены.
В 2010 году Аэропорт Бельцы-Город прекратил эксплуатацию аэропортовой и аэронавигационной деятельности в виду передачи всех недвижимых объектов и земли аэропорта Бельцкой свободной экономической зоне при условии, что Бельцкая свободная экономическая зона построит недвижимые объекты в Международном аэропорту Бельцы-Лядовены взамен полученных объектов от аэропорта Бельцы-Город.
Аэропорт Бельцы-Город находится в восточной черте города Бельцы, напротив села Елизавета, являющегося частью Муниципия Бельц, на расстоянии 3,2 км от центра города. Аэропорт состоит из пассажирского терминала который служил аэровокзалом для внутренних молдавских рейсов и одновременно для внутренних советских рейсов, а также ангаров для самолётов и вертолётов, а также грузов и командно-диспетчерского пункта. В 1977-м году, количество внутренних рейсов в Бельцы из Кишинёва в 7 раз превышало количество рейсов в любое другое молдавское направление. Во время функционирования аэропорта обслуживались около 30 направлений: как местных внутренних, так и в соседние советские республики (УССР, РСФСР).
В советское время аэропорт Бельц был хабом для самолётов Аэрофлота Бельцкого объединённого авиаотряда (281-го лётного отряда при Управлении гражданской авиации Молдавии) с авиационными звеньями в аэропорту Кишинёва и на аэродроме Бендер, а также для самолётов и вертолётов компании Moldaeroservice.

## История

### Образование - советский военный учебный аэродром (1941)
Первичный аэродром в этом месте был оборудован на территории соседствующей с военным полигоном на восточной границе Бельц. Близость к военному полигону определила первичное назначение аэродрома как военный учебный аэродром, где советские летники прибывшие в Бельцы в 1940 в аэродром Бельцы-Сингурены, использовали аэродром на восточной окраине Бельц в качестве центра подготовки авиации западных округов СССР, включая стрельбу по воздушным мишеням. В течение Второй мировой войны основной воздушной военной базой Бессарабии и региона был Бельцкий аэродром в Сингуренах с 5 аэродромами подскока использованными 55-й ИАП из которых 2 в МССР и 3 в УССР, в том числе с учебной базой аэродрома Бельцы на восточной границе Бельц.
В своих воспоминаниях советские лётчики-асы Александр Покрышкин и Григорий Речкалов упоминают о тренировках по стрельбе по буксируемому воздушному конусу, проходивших на аэродроме Бельцы весной 1941 года. Тогда 55-й истребительный авиационный полк проходил переучивание на истребители МиГ-3.
На аэродроме Бельцы начались полёты на МиГ-3. Учились стрелять по воздушному конусу. Не так-то просто попасть в маленькую мишень, болтающуюся в воздухе на тросе... Но без этой подготовки в бой идти было нельзя.Григорий Речкалов, В небе Молдавии (1967)
В Бельцах мы много стреляли по буксируемому конусу. Поначалу не хватало точности — сказывались непривычные прицелы МиГов. Но это было необходимо: в воздухе надо видеть цель и стрелять без промаха.Александр Покрышкин, Познать себя в бою (1974)
После бомбардировок бельцких аэродромов в июне 1941, 13 июля 1941 года вторая эскадрилья 77-й истребительной эскадры Luftwaffe была переведена в Бельцы, заняв вместе с другими немецкими образованиями Luftwaffe бельцкие аэродромы в в Сингуренах и аэродром Бельцы на восточной окраине города.

### Передача аэродрома Бельцы румынской стороне (1942)
После возвращения Бельц под юрисдикцию Румынии в 1941, в мае — октябре 1942 года аэродром Бельцы, ранее использовавшийся немецкой авиационной миссией в Румынии (Deutsche Luftwaffenmission in Rumänien), был официально передан румынским военно-воздушным силам. Передача сопровождалась составлением ряда детализированных протоколов, оценок, смет и технических схем.Передача аэродрома Бельцы от Люфтваффе румынской стороне (1942). German Docs in Russia. Федеральный архив Германии / Министерство обороны РФ. Дата обращения: 18 мая 2025.

#### Участники и даты
- Немецкая сторона: регierungsinspektor a.K. Доттер (Dotter).
- Румынская сторона: капитан Деметриан (Demetrian), представитель Королевского румынского авиационного секретариата.
- Предварительный протокол подписан: 17 мая 1942 года.
- Окончательная документация оформлена: 27 октября 1942 года.

#### Объекты передачи

##### I. Сооружения, построенные советской стороной (до 1941 года)
- 3 массивные казармы (по 15×4,7 м).
- 2 санитарных барака (уборные).
- Общая оценочная стоимость: около 115 000 лей.

##### II. Сооружения, построенные немецкой стороной (1941–1942)
- 4 деревянных барака (жильё, хозяйственные помещения).
- Кухонный барак, пожарное депо, метеостанция.
- 4 деревянных навеса и сарая.
- 1200 брусьев различных размеров.
- 250 метров деревянных решётчатых настилов.
- Железнодорожный подъезд длиной 648 м.
- Первоначальная стоимость: 1 754 500 лей.
- Передаточная стоимость (с учётом амортизации): 683 900 лей.

#### Дополнительные работы
- Ремонт русской казармы №1 (установка стен, окон, пола и потолка) — оценка: 35% от полной стоимости.
- Встраивание по 12 унитазов в каждую санитарную установку.
- Расширение аэродрома на 200–250 метров.
- Общая оценка ремонтных и земляных работ: 638 800 лей.

#### Финансовые итоги
- Общая строительная стоимость: 5 129 410 лей.
- Итоговая передаточная стоимость (с учётом амортизации): 1 591 214 лей.

#### Протоколы и схемы
Передача оформлена в виде:
- Предварительного протокола (17.05.1942);
- Технической ведомости с размерами и типами построек;
- Финансово-оценочной сметы (включая разделы Ia, Ib, II);
- Схем бараков в масштабе 1:500;
- Карты аэродрома в масштабе 1:2500.

### Послевоенные гражданские рейсы
После перехода Бельц под юрисдикцию СССР и к окончанию Второй мировой войны в Бельцы приходит компания Аэрофлот, созданная ранее на базе слияния 1 ноября 1930 года компаний Укрвоздухпуть и Добролёт (Добролёт произошла от Дерулюфт германско-российской компании созданной 8 ноября 1921 года). Развитие гражданской авиации в северном регионе Молдовы продолжается после 1944 года, когда два самолёта По-2 приземлились на бывшем военном аэродроме в Бельцах, а затем самолёт Як-12 из Кишинёва. Самолёты принадлежали молдавскому филиалу Аэрофлота.
В послевоенный период в отсутствие полноценной сети функционирующих дорог часто использовалась гражданская авиация. В 1946 году в Бельцы был переведён полк бомбардировщиков Ли-2. В полку было не менее 35 самолётов Ли-2, военные модификации которых могли брать на борт порядка двух тонн бомб, а гражданские модификации выполняли регулярные пассажирские рейсы (в частности Бельцы-Кишинёв), перевозя около 25 пассажиров. 15 мая 1947 года на базе этого аэродрома в Сингуренах была открыта Бельцкая база лётного обслуживания. В том же году три самолёта Яковлев Як-12 были размещены из Кишинёва в Бельцах, которые перевозили гражданские почту и грузы, а затем в следующем году использовались для пассажирских перевозок, а также для перевозок медицинского персонала в населённые пункты, для транспортирования тяжелобольных больных в больницы Кишинева и для перевозок в сельском хозяйстве и лесоводстве. Вышеупомянутые самолеты доставляли почту в следующие пункты назначения из Бельц: Кухнешты, Окница, Глодяны и, при необходимости, доставляли 1-2 пассажиров в Кишинев.
Первые года эксплуатации гражданской авиации после окончания Второй мировой войны на военном аэродроме в Сингуренах показали недостатки существовавшей там военной инфраструктуры для регулярных гражданских рейсов, среди которых удалённость от центра города Бельц для самолётов которым не была необходима длинная ВПП и отсутствие в то время построенной позже магистральной дороги М14 связывающей Бельцы с Международным аэропортом Бельцы-Лядовены, находящимся в Корлэтенах — соседствующим селом с Сингуренами. По этим причинам было принято решение о создании гражданского аэропорта в черте города Бельцы, в частности для удобства обслуживания домашних рейсов лёгкими самолётами.

### Развитие гражданской авиации

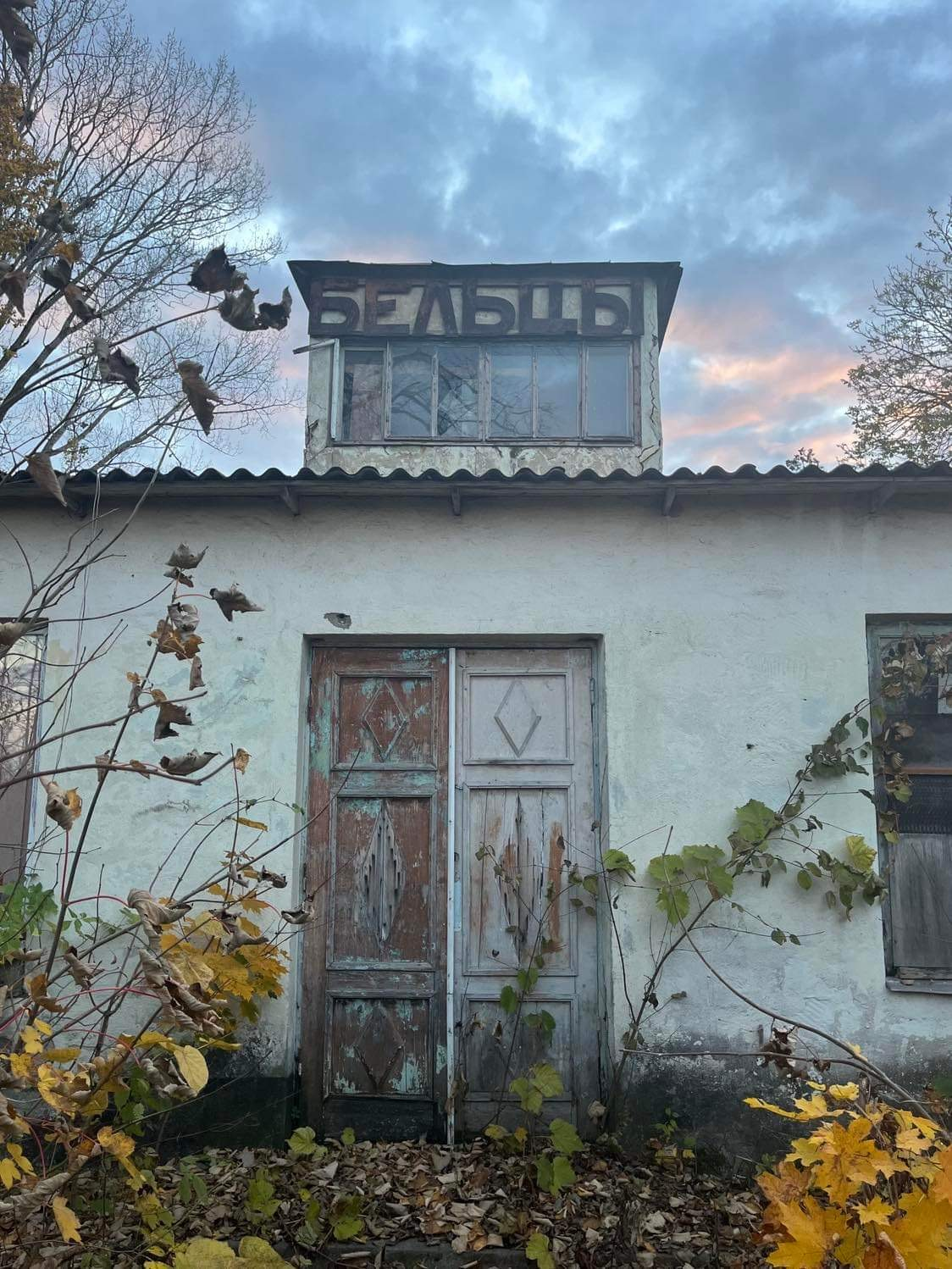
Вид на аэровокзал — прибытие — со стороны аэродрома.

В послевоенный период аэропорт Аэропорт Бельцы-Город быстро стал вторым узлом гражданской авиации в Молдавской ССР.
В 1954 году был введен в эксплуатацию новый построенный аэровокзал в Аэропорту Бельцы-Город и военные самолеты Лисунов Ли-2, переделанные в гражданские, начали совершать посадку вылетая из Бельц во Львове, Ивано-Франковске и Черновцах. Первым гражданским командиром эскадрильи Бельцкого авиапредприятия был А. Н. Воронцов.
С 1961 года аэропорт Бельцы-Город начал принимать самолеты Ильюшин Ил-14 для перевозки пассажиров на междугородних маршрутах в отдаленные города СССР самолетами Аэрофлота. Так была сформирована первая Бельцкая авиационная эскадрилья.
В сентябре 1969 года был сформирован Бельцкий объединенный авиационный отряд (Бельцкий ОАО). Все самолеты Антонов Ан-2, Яковлев Як-12 и вертолеты Кишинёвского авиаотряда № 253 (то есть, все вышеуказанные самолеты и вертолеты Управления гражданской авиации Советской Социалистической Республики Молдова были переданы в Бельцкий авиаотряд № 281) Бельцкого ОАО. На аэродроме Бендеры (Тигина) базировалась авиазвено Бельцкого авиаотряда № 281 в составе 2-3 самолетов Антонов Ан-2 и 1-2 вертолетов Миль Ми-1. Авиазвено 281-го Бельцкого авиаотряда № 281, состоящее из 4-5 самолетов Антонов Ан-2, было размещено в аэропорту Кишинева для проведения медицинских миссий и местных авиаперелетов.
В 1970-х годах при Молдавском управлении Гражданской авиации в аэропорту Бельцы-Город был обновлён парк вертолётов — полёты стали выполнять новые на тот момент Ка-26 и Ми-2.
На базе аэропорта Бельцы-Город создана и функционирует ремонтная база для самолётов типа Ан-2 и вертолетов Ми-2.

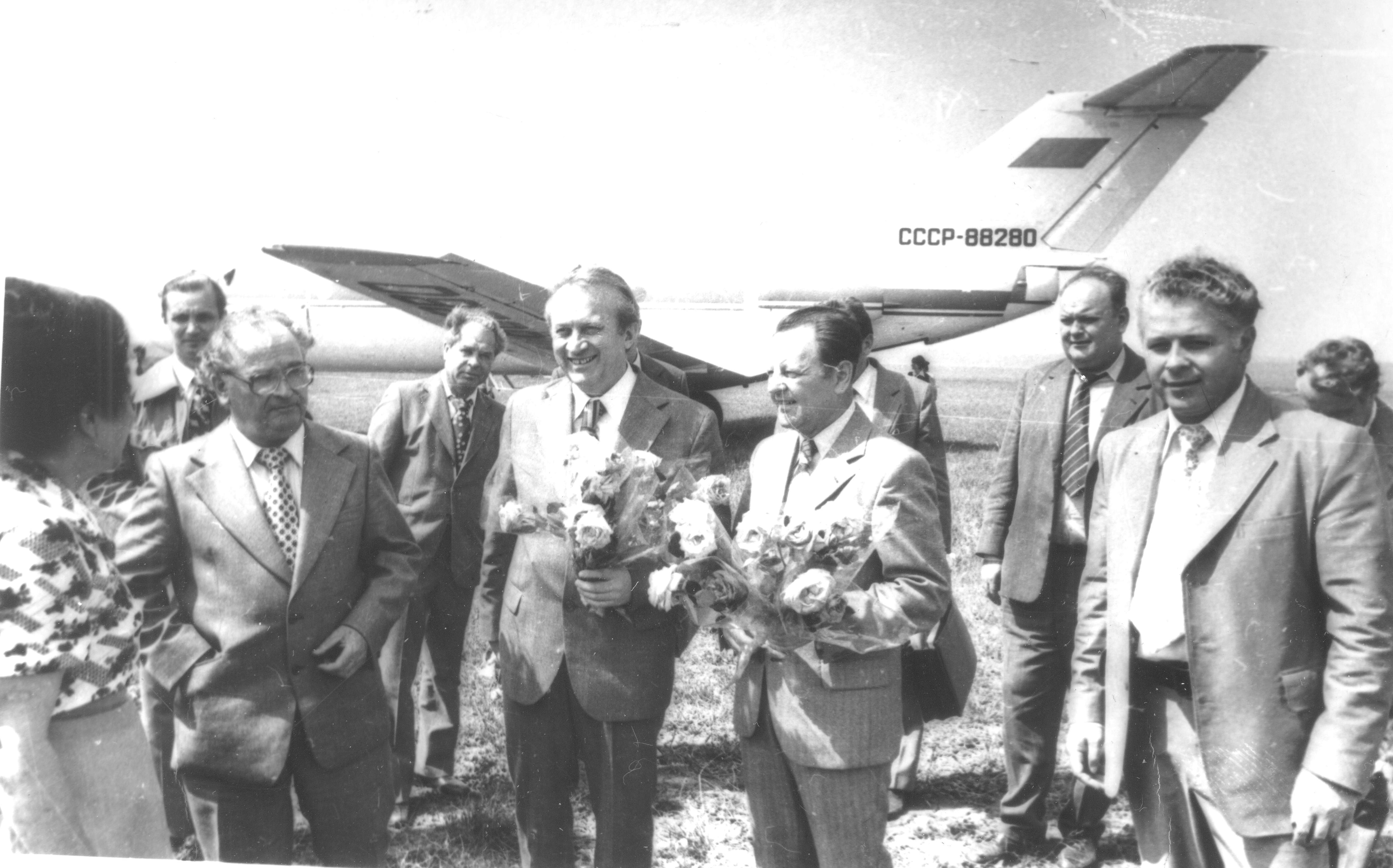
29 мая 1979: Як-40C2 (СССР-88280) Бельцкий аэропорт (Аэропорт Бельцы-Город). Отъезд ответственных работников ЦК КП Чехословакии: Йозеф Ленарт и Милош Якеш из Молдавской ССР. На переднем плане (слева направо) — первый секретарь ЦК КП Молдавии Иван Бодюл (второй слева), первый секретарь ЦК КП Словакии Йозеф Ленарт, секретарь ЦК КП Чехословакии Милош Якеш и председатель Совета министров Молдавской ССР Семён Гроссу в Бельцком аэропорту

Аэропорт имел площадь 136,49 га и управлялся компанией Moldaeroservice, учрежденной Министерством транспорта и дорожной инфраструктуры.
К концу 1980-х годов пассажиропоток в аэропорту Аэропорт Бельцы-Город начал снижаться в связи с появлением наземного автобусного сообщения и увеличением дальних рейсов на реактивных самолетах — тогда в 1987 году были завершены работы по строительству новой взлетно-посадочной полосы, способной обслуживать самолеты типа Ту-134, Ту-154 и Ил-76. С тех пор из Международного Аэропорта Бельцы-Лядовены начали выполняться регулярные рейсы на самолетах Ту-134 и Ан-24. До 2010 года Аэропорт Бельцы-Город вместе с вертолетными полосами использовался для обслуживания населения, сельского хозяйства, а также для нерегулярных и коротких рейсов между районами Республики Молдова.

### Решение Правительства 2010 года
Аэропорт Бельцы-Город существовал с послевоенного периода до 2010 года, когда правительство Республики Молдова приняло решение передать землю аэропорта Бельцы-Город в ведение Бельцкой свободной экономической зоны, с обязательством последней построить недвижимые объекты в международном аэропорту Бельцы-Лядовены в обмен на недвижимые объекты, полученные от Аэропорта Бельцы-Город. Бельцкая свободная экономическая зона не выполнила свои обязательства по строительству недвижимых объектов в международном аэропорту Бельцы-Лядовены.
Постановлением Правительства № 983 от 19 октября 2010 года «О передаче недвижимого имущества» (дополненное решением № 1199 от 31.10.2016 года) все недвижимые объекты аэропорта Бельцы-Город были переданы Министерству экономики для использования в целях расширения Бельцкой свободной экономической зоны (СЭЗ «Бельцы»). Согласно технико-экономическому обоснованию, подготовленному Министерством экономики в 2011 году, недвижимые объекты, полученные СЭЗ «Бельцы», предназначалась для создания промышленного парка и бизнес-инкубатора, стратегическими целями создания промышленного парка в подзоне № 3 СЭЗ «Бельцы» являясь: привлечение молдавских и иностранных инвестиций в Муниципий Бельцы, увеличение доли муниципалитета и Северного региона развития в общем объеме промышленности путем обновления конкурентоспособных промышленных секторов на основе современных и инновационных технологий, осуществления экономической деятельности в соответствии с конкретными возможностями развития Северного региона развития, создание рабочих мест в промышленном парке, развитие человеческих ресурсов путем повышения качества профессионального обучения в парке.
По состоянию на 2022 год, несмотря на положения технико-экономического обоснования, на земле аэропорта Бельцы-Город, переданной Бельцкой свободной экономической зоне для расширения, построено, в том числе, несколько зданий и комплексов отдыха и развлечений, среди которых: Goldhaus Bier & Steakhaus (ресторан и зал для приемов) на ул. Аэродромной 1 и аквапарк и спа-центр Aqua Fantastic на улице Аэродромной 1.
Здание бывшего общежития пилотов (ул. Аэродромная 1а) в 2022 году используется как Бельцкий клуб верховой и конно-спортивной езды, занимая часть земли аэропорта Бельцы-Город.
Главный офис Moldaeroservice по-прежнему находится в здании аэровокзала, построенном в 1954 году на улице Аэродромной 12, прямо напротив конечной станции троллейбуса «Аэропорт».

## Доступ и наземный транспорт
Аэропорт Бельцы-Город находится непосредственно в самом городе Бельцы, на восточной границе в районе «Автовокзала», на выезде из Бельц в Сороки, напротив села Елизавета, в 3,2 км от центра города Бельцы и доступен троллейбусными линиями 1, 3 и 4. Вдоль аэропорта проходят республиканские дороги R13 и R14 (частично кольцевая дорога Бельц).

### Общественный транспорт

#### Поезд
Аэропорт Бельцы-Город расположен в 5,9 км от Северного железнодорожного вокзала Бэлць и в 6,1 км от Центрального железнодорожного вокзала Бэлць.

#### Троллейбус, автобус и маршрутное такси

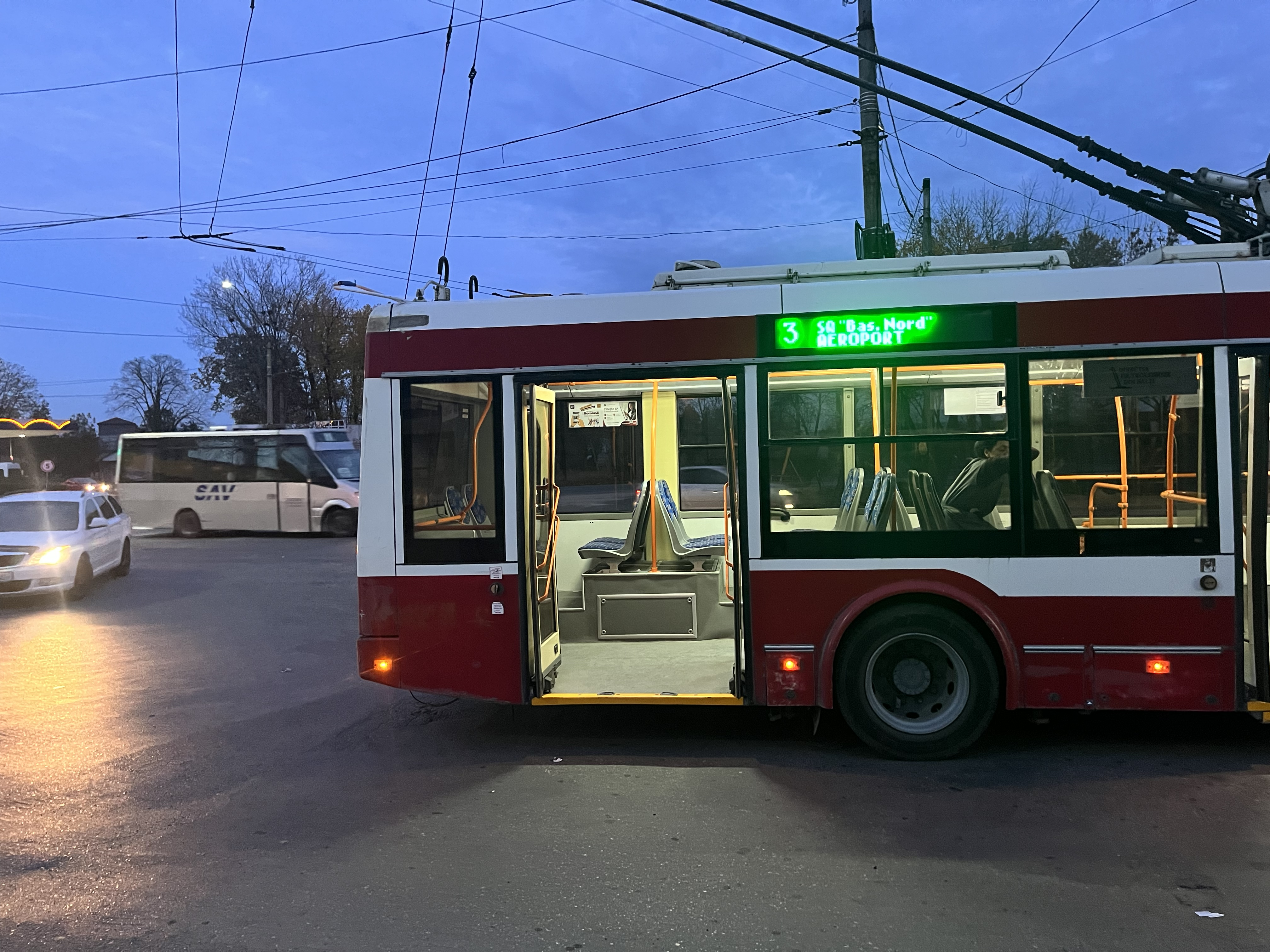
Бельцкий троллейбус номер 3 на конечной остановке «Аэропорт»

Большинство троллейбусов, автобусов и маршрутных такси отправляются со станции «Аэропорт» или со станции «Автовокзал» (3,1 км от аэропорта):
- троллейбусы: 1, 2, 2а и 3
- автобусы: 16, 25
- маршрутные такси: 1, 18

### Доступ к отелям
Ближайшие отели к аэропорту города Бэлць — VisPas (2,9 км) и Astoria (4,6 км).

### Такси
Постоянной стоянки такси у аэровокзала нет.

### Автомобиль
Подъезд к улице Аэродромной, где расположен Аэропорт Бельцы-Город, возможен через центральную улицу Штефан чел Маре, национальные дороги R13 (от Бэлць на восток через Флорешты до Рыбницы) и R14 (часть кольцевой дороги вокруг Бэлць).

## Оператор

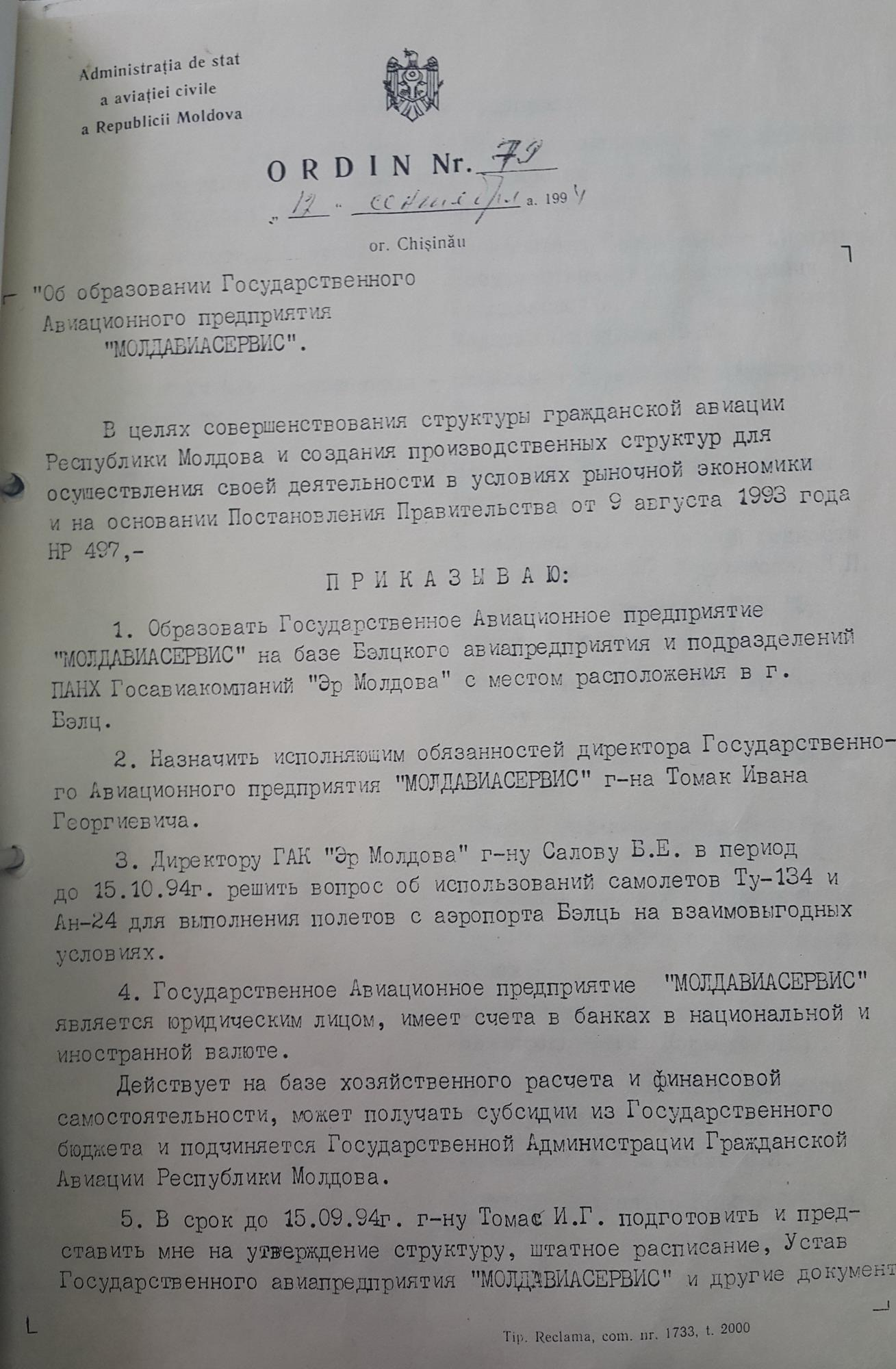
Приказ номер 79 о создании Государственного Предприятия «Молдавиасервис» на основе Бельцкого Авиапредприятия и Air Moldova

В 1958 году Бельцкая авиационная эскадрилья (Бельцкая АЭ) была сформирована в дополнение к Молдавской особой авиационной группе Гражданского воздушного флота (Молдавская ОАГ ГВФ).
С 27 июля 1964 года Бельцкая АЭ была подчинена Молдавской особой авиационной группе Гражданской авиации (Молдавской ОАГ ГА).
В период с июля 1965 по 1966 год Бельцкая объединённая гражданская эскадрилья (Бельцкая ОАЭ) была подчинена Кишинёвскому объединённому авиаотряду (Кишинёвскому ОАО).
С 1966 по сентябрь 1969 года Бельцкий авиаотряд № 281 (281-й ЛО (Бельцы) подчинен Управлению гражданской авиации Молдавской Советской Социалистической Республики (Молдавскому УГА).
С сентября 1969 года по февраль 1978 года Бельцкий объединенный авиаотряд (Бельцкий ОАО) подчинялся Молдавскому УГА.
С февраля 1978 года по 1 января 1983 года Бельцкий объединенный авиаотряд подчинен Республиканскому производственному объединению Гражданской авиации МССР (Молдавскому РПО ГА).
С 1 января 1983 года Бельцкий объединенный авиаотряд подчиняется Управлению гражданской авиации МССР.
Государственное предприятие Moldaeroservice было основано в 1966 году как Бельцкий авиаотряд № 281 Бельцкого объединённого авиаотряда (Бельцкого ОАО) приказом Министра гражданской авиации СССР на базе авиационной эскадрильи самолетов Яковлев Як-12 и Антонов Ан-2. Вместе со службами полка гражданской авиации аэропорта Бельцы-Город, Бельцкий авиаотряд № 281 сформировал Бельцкий объединенный авиационный отряд.
Командиром Бельцкого авиаотряда № 281 был назначен Николае Завадский, начальником аэропорта — Петру Овчиников, начальником базы технического обслуживания аэропорта — Виктор Шерстюк и начальником Бельцкого ОАО — Виталий Безденежных. Среди командиров Бельцкого ОАО были: Алексей Личьман, Евгений Иляков, Анатолий Баюков, Алексей Алексеев, Василий Бурма, Иван Томач, Владимир Рышковой, Валерий Ченин. Среди руководителей базы технической службы аэропорта были Григоре Ротарь, Борис Кабак, Виктор Герца. Лётную службу возглавлял Дмитрий Ковальчук, а пассажирскую службу — Мария Рыбакова, Александр Ожегов, Леонид Соловьев. Аэропортом и наземной службой руководили Петру Лобанов, Рашид Бирюков, Дмитрий Губарев, Василе Барабаш. На протяжении своего развития компания прошла множество этапов реструктуризации и развития.
С распадом СССР служба контроля и наблюдения за воздушным пространством стала отдельной и была передана Бельцкому филиалу государственного предприятия MoldATSA.
Бельцкий ОАО, ставший Бельцким авиационным предприятием, был реорганизован и переименован в «Молдавиасервис» в 1994 году и в «Moldaeroservice» в 1996 году. Таким образом, предприятие стало самостоятельной компанией «Moldaeroservice» с собственным балансом, имеющей в своем управлении: международный аэропорт Бельцы-Лядовены (145 га), аэропорт Бельцы-Город (136 га), профессиональный персонал, здания и помещения, необходимые для технологического и производственного процесса, самолеты Ан-2 и Ми-2. Согласно Разрешению эксплуатанта № Md 001, выданному Управлением гражданской авиации Республики Молдова, компания Moldaeroservice выполняет следующие операции: полеты санитарной авиации, наблюдательные полеты, полеты для поисково-спасательных операций, рекламные и развлекательные полеты, полеты в интересах сельскохозяйственного и лесного сектора.
Согласно сертификату MD.145.0025, Moldaeroservice утвержден в качестве организации по техническому обслуживанию Ан-2 (ASH-62IR); Ми-2 (GTD-350); C3; C5; C6; C7; C8; C9; C12; C13; C14; C18.

## Направления

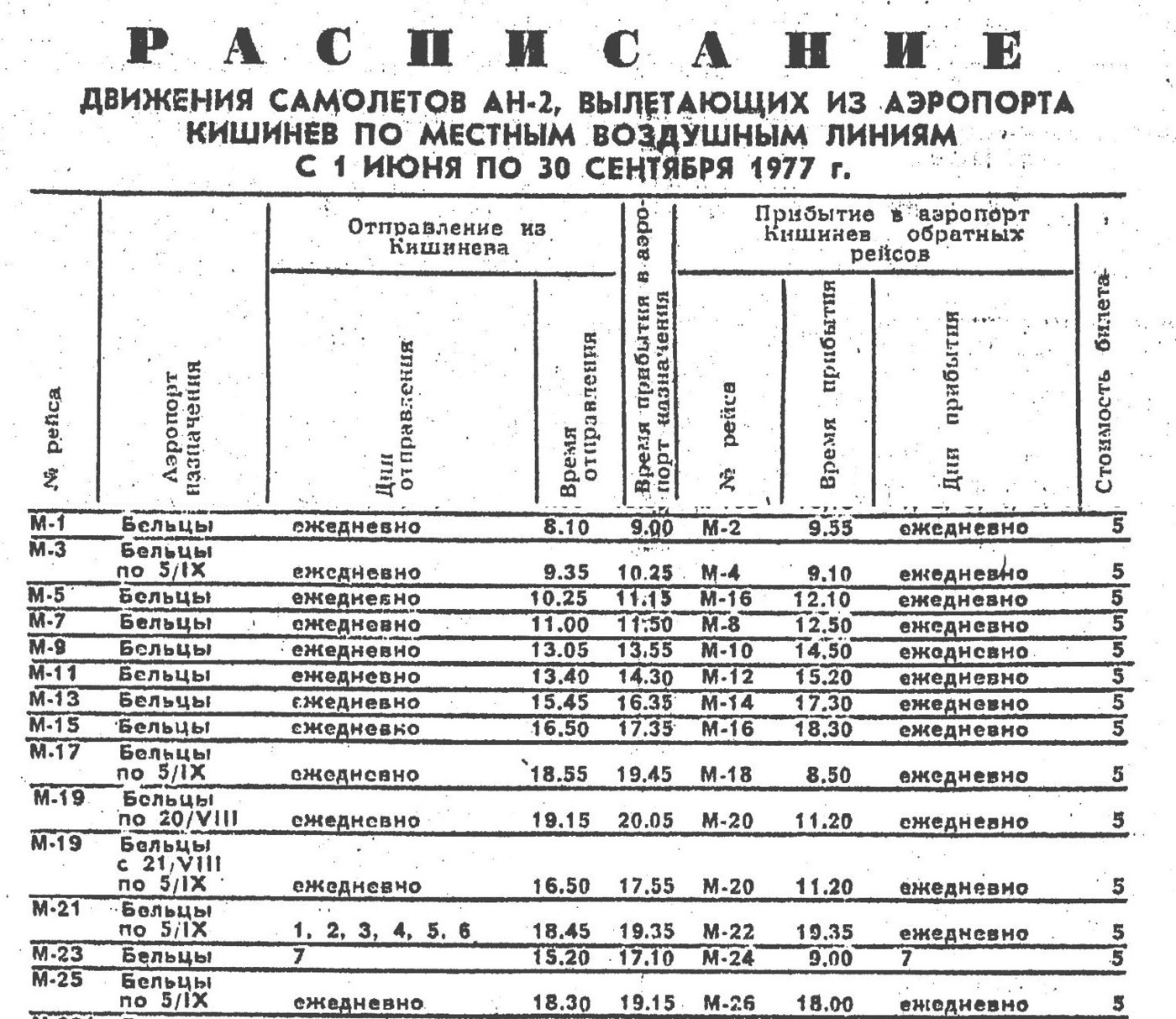
Вырезка расписания рейсов из Кишинёва в Бельцы 1977-го года. Количество рейсов в Бельцы из Кишинёва в 7 раз превышает количество рейсов в любое другое местное направление

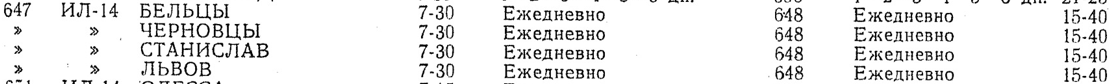
Расписание на лето 1962 года ежедневного рейса номер 647/648 из Аэропорта Бельцы-Город в Черновцы, Ивано-Франковск и Львов на Ил-14

Аэропорт Бельцы-Город, а также его вертолётные площадки, использовались главным образом для внутренних полётов между Бельцами и соседними районами, а именно для сельского хозяйства и для публичных услуг.
За всю историю существования аэропорта Бельцы-Город основными авиакомпаниями, выполняющими регулярные и чартерные рейсы в/из аэропорта Бельцы-Город примерно в 30 различных советских и внутренних молдавских пунктов назначения, были Аэрофлот, Moldaeroservice и Air Moldova. Moldaeroservice был последним оператором, который выполнял рейсы из аэропорта Бельцы-Город.
| Авиакомпании                           | Направления |
| -------------------------------------- | --- |
| Аэрофлот — внутри-советские линии      | Москва-Внуково, Санкт-Петербург-Пулково, Киев-Жуляны, Черновцы, Львов, Ивано-Франковск, Симферополь, Одесса, Полтава |
| Аэрофлот — внутренние молдавские линии | Кишинёв, Окница, Каменка, Сороки, Кагул, Кухнешты, Глодяны                                                           |
| Moldaeroservice                        | Кишинёв |
| Air Moldova                            | Кишинёв |

## Происшествия

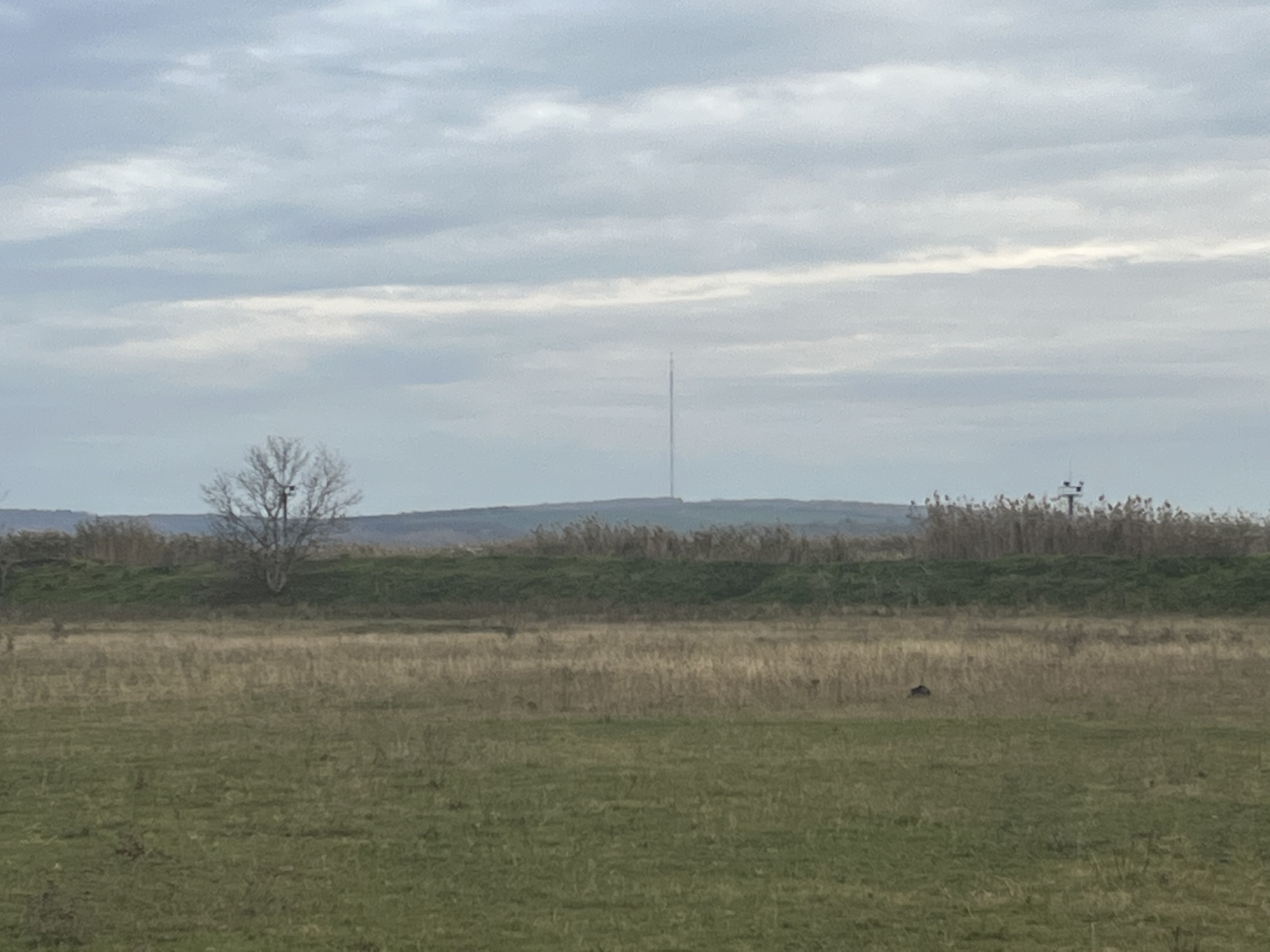
Телевизионная башня в Новых Мындрештах — вид с окончания ВПП в аэропорту Бельцы-Город

- 1 марта 1950 году в Бельцах произошла авиакатастрофа самолёта Ли-2. При взлёте с аэродрома разбился самолёт, погибли трое лётчиков бомбардировщика Ли-2 при выполнении учебно-тренировочного полёта. Самолёт ударился в холм у села Новые Мындрешты, где сейчас телевизионная вышка[16], при сильном снегопаде и нулевой видимости. Лётчики запрашивали отмену вылета, а руководитель полётов ответил отказом: «Нет, всё, Одесса не отменяет, полёты продолжать». Самолёт разгонялся по самой длинной полосе, «видимо, не смогли достаточно разогнаться и набрать высоту». Двое пилотов, находившихся спереди в кабине, выжили. А сзади в самолёте сидели борттехник Михаил Иванов, штурман Мякотин и стрелок-радист Николай Фёдоров — все трое погибли. Командир Хестанов отделался меньшими травмами, второй пилот Иван Кравцов год пролежал в госпитале в Одессе. «Погибших членов экипажа хоронил весь город. Они лежали в клубе лётчиков, на месте которого теперь муниципальный суд (между ул. Мира и Московской был городок лётчиков)». Всех троих похоронили на кладбище по ул. Дечебала. Потом вдова Мякотина забрала останки супруга на родину, а позднее, когда на новом кладбище Бельц по ул. Гагарина было создано воинское захоронение, останки Иванова и Фёдорова тоже перезахоронили на новое кладбище[5].
- 10 декабря 1961 года произошла авария с участием авиатехника 253 авиаотряда специального применения Молдавской ОАГ ГВФ. После проведённых трёх утренних рейсов из аэропорта Бельц, авиатехник посетил буфет и оказался в состоянии алкогольного опьянения перед началом подготовки к полётам самолётов Ан-2. Отстранённому пилоту поручили подготовить самолёт Ан-2 к тренировочным полётам. Ему помогали техник РЭСОС вместе с авиамотористом, зная что техник пьян. Вследствие халатности, в самолёт попали посторонние родственники посетившие одного из рабочих аэропорта. Техник включил мотор и пошёл на взлёт вместе со случайно оказавшимися в самолёте пассажирами. В момент его руления была попытка задержать самолёт командиром самолёта и вторым пилотом, которые на развороте пытались заскочить в самолёт, но струёй винта отброшены. Отец несовершеннолетнего пассажира тоже пытался войти в двигающийся самолёт. Командир АЭ и диспетчер аэропорта во время руления по командной радиостанции пытался уговорить авиатехника прекратить руление и только после взлёта в 11:25 авиатехник по командной радиостанции стал отвечать урывками, выражаясь нецензурными словами. Над аэродромом было сделано две имитации заходов на посадку. Видя это, командир АЭ давал указания убирать полностью газ и садиться. Но авиатехник каждый раз снова уходил в набор. Пролетая на низкой высоте над городом, самолёт задел нижним левым крылом столб высоковольтной линии, отбив часть крыла и межплоскостную стойку. Затем, задев ещё в двух местах столбы, самолёт снёс левую стойку шасси и, потеряв скорость, в 11:43 упал на улицу города. После падения случайный пассажир быстро открыл дверь и вместе с мальчиком выскочил первым из самолёта, затем выбрался и авиатехник. Самолёт загорелся и сгорел. Авиатехник остался невредим. Пассажиры получили лёгкие ушибы. На земле пострадавших не было[17].

## Галерея

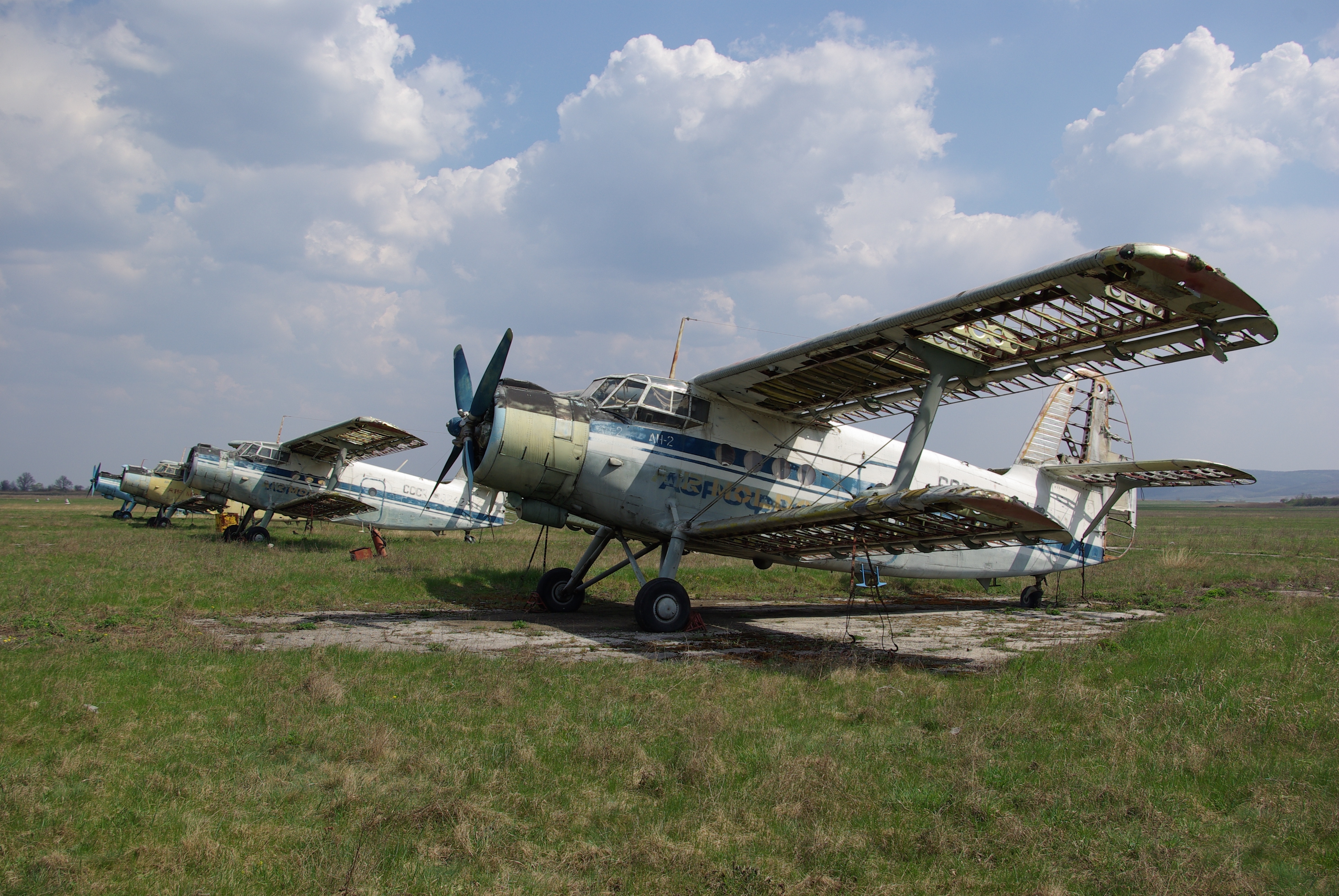
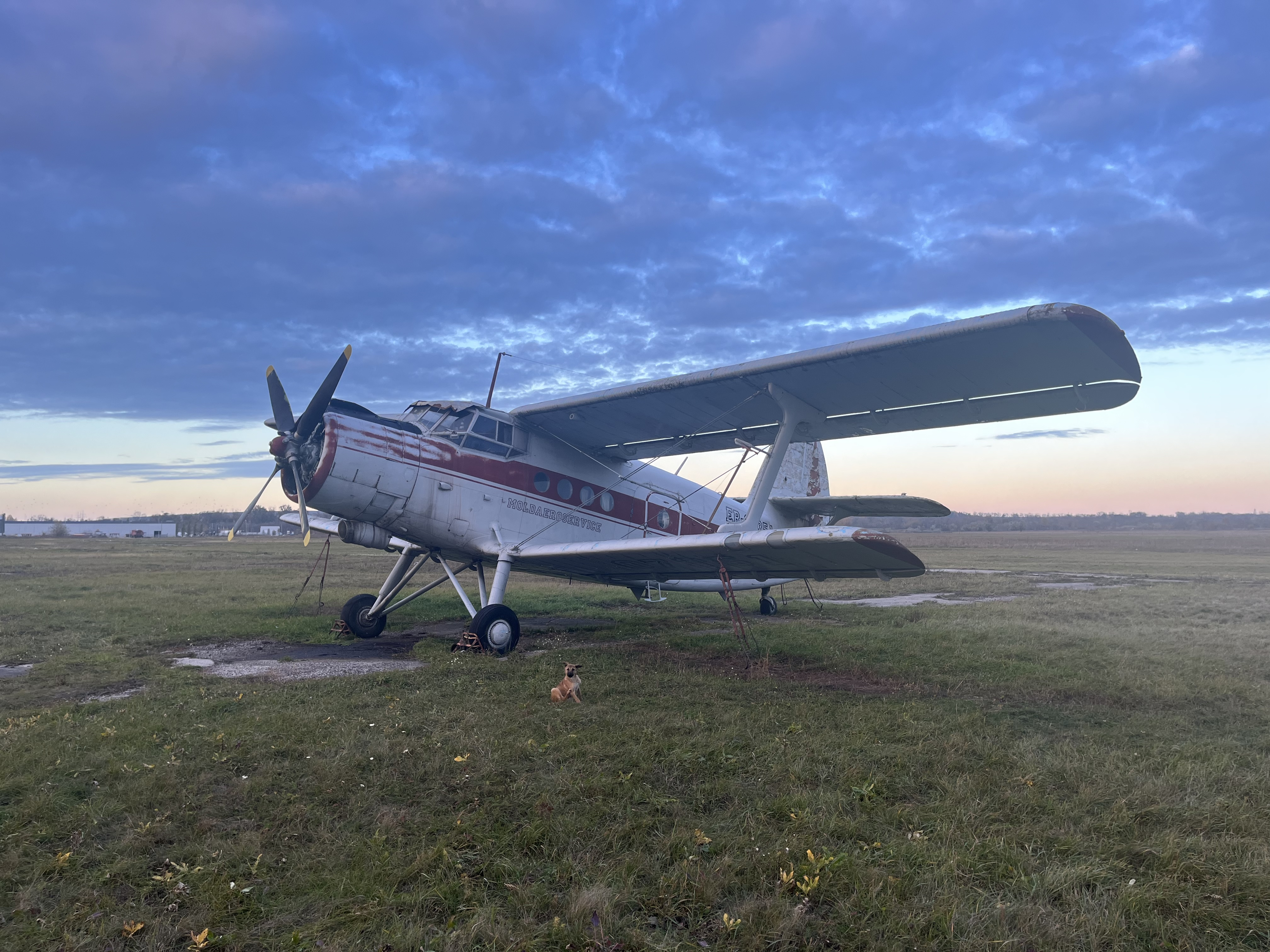
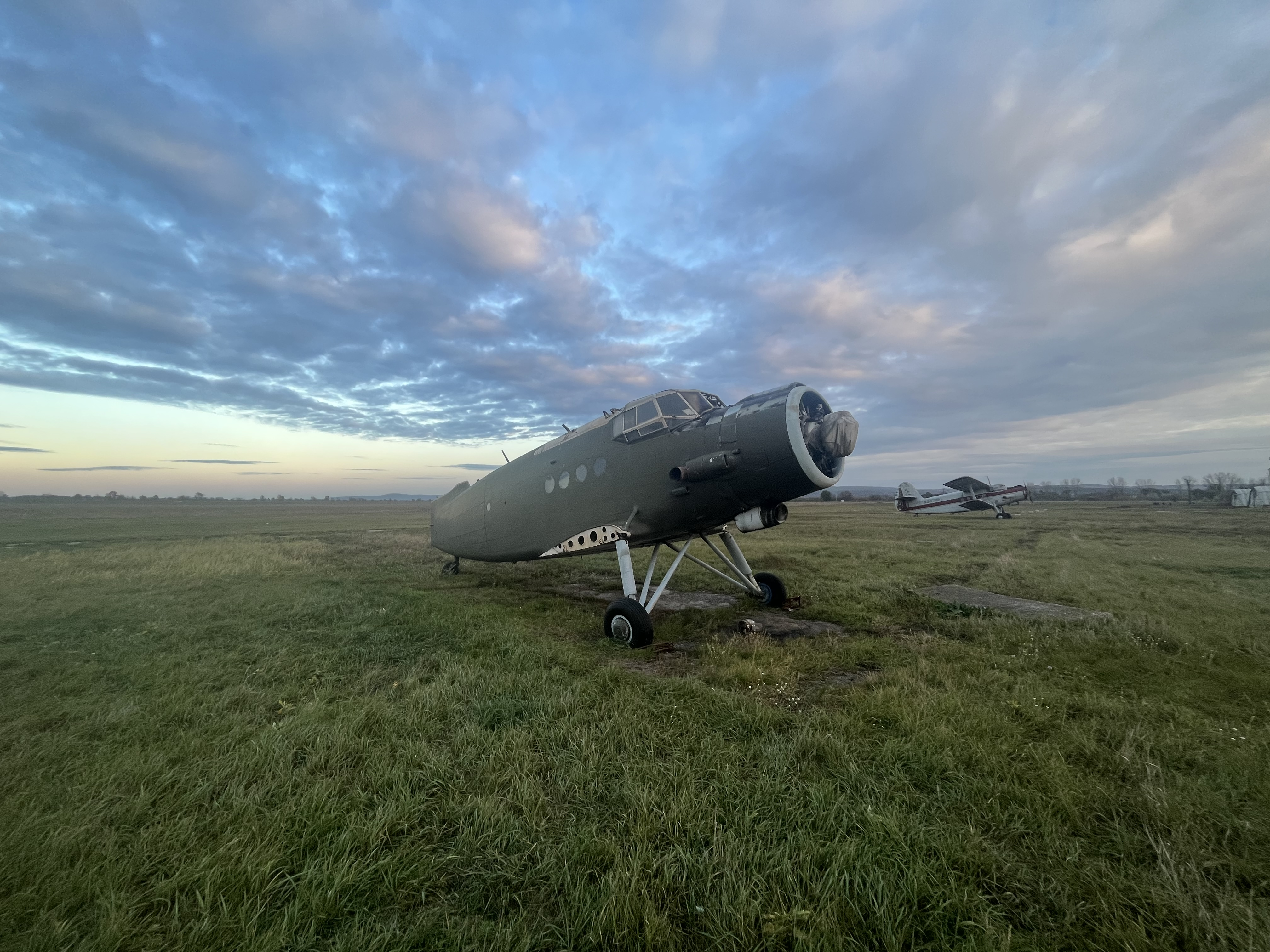
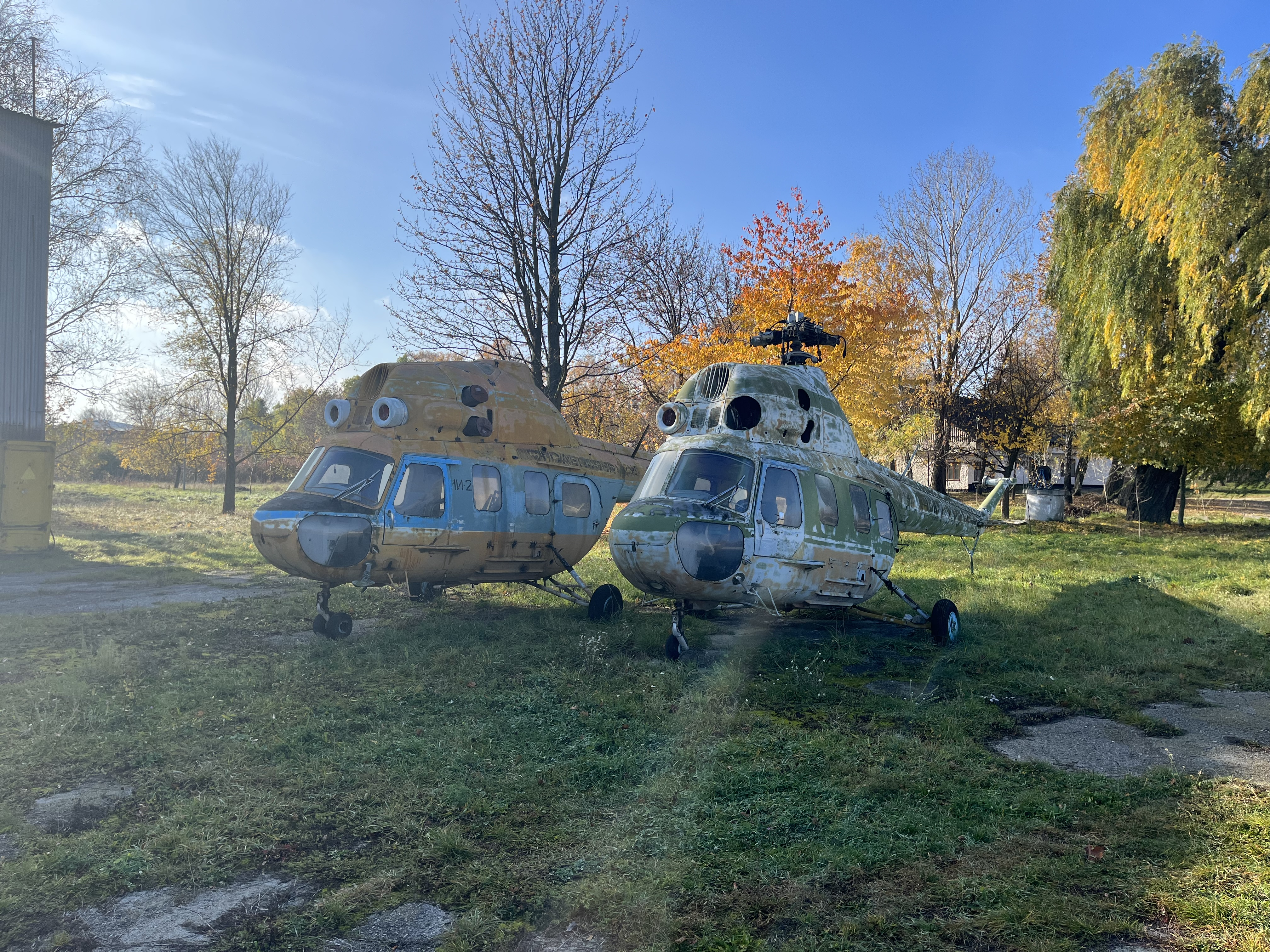
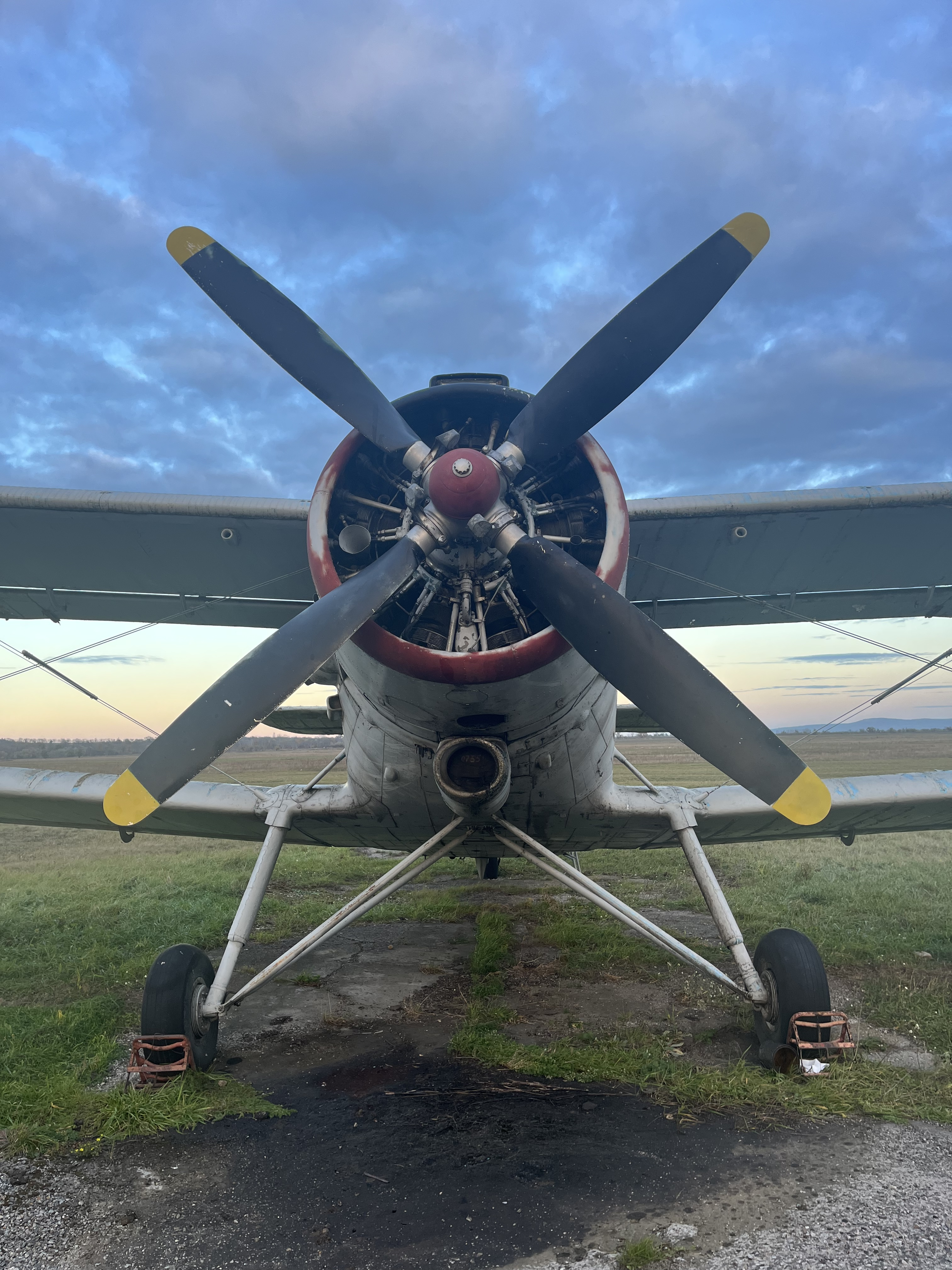
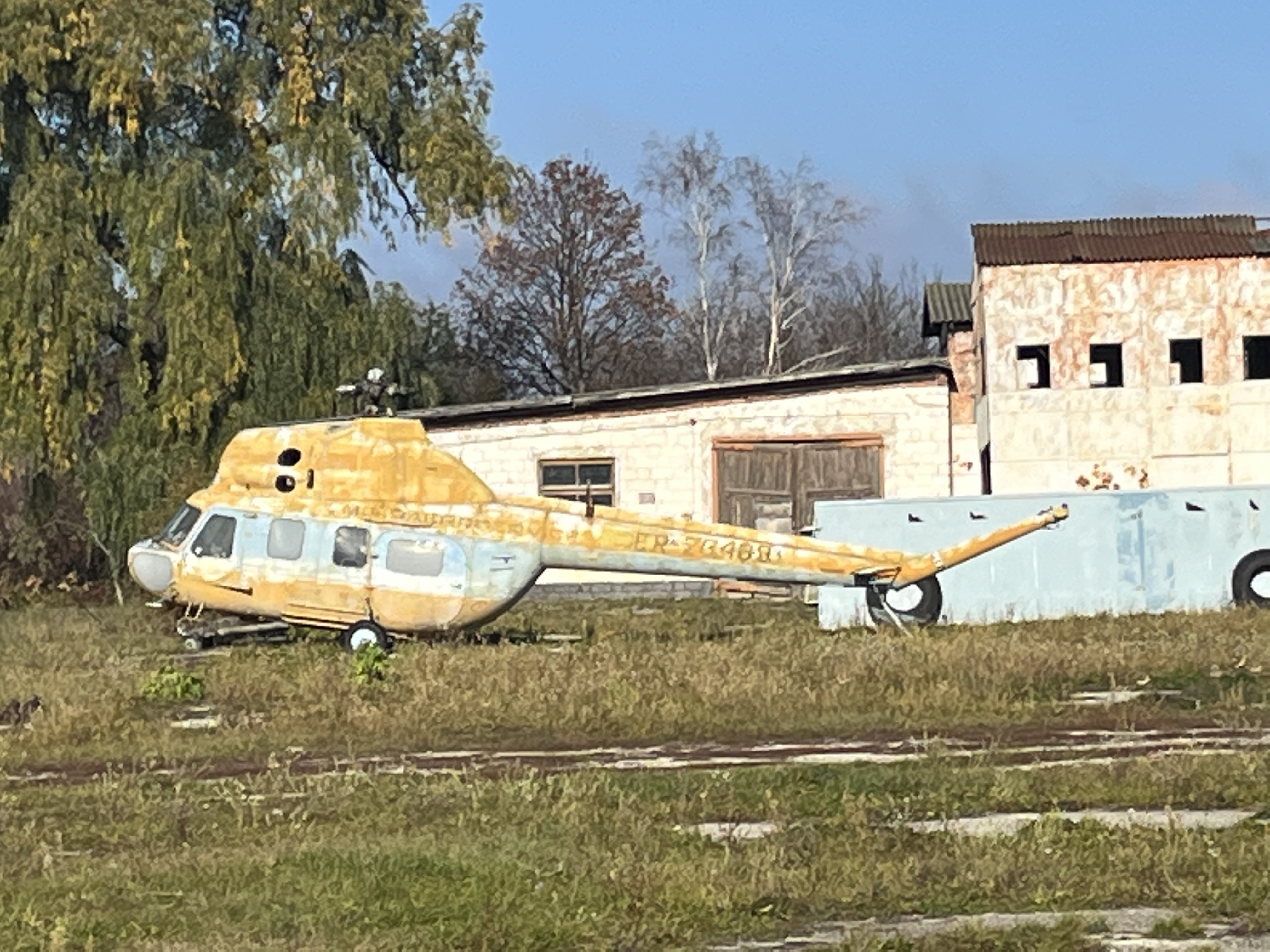
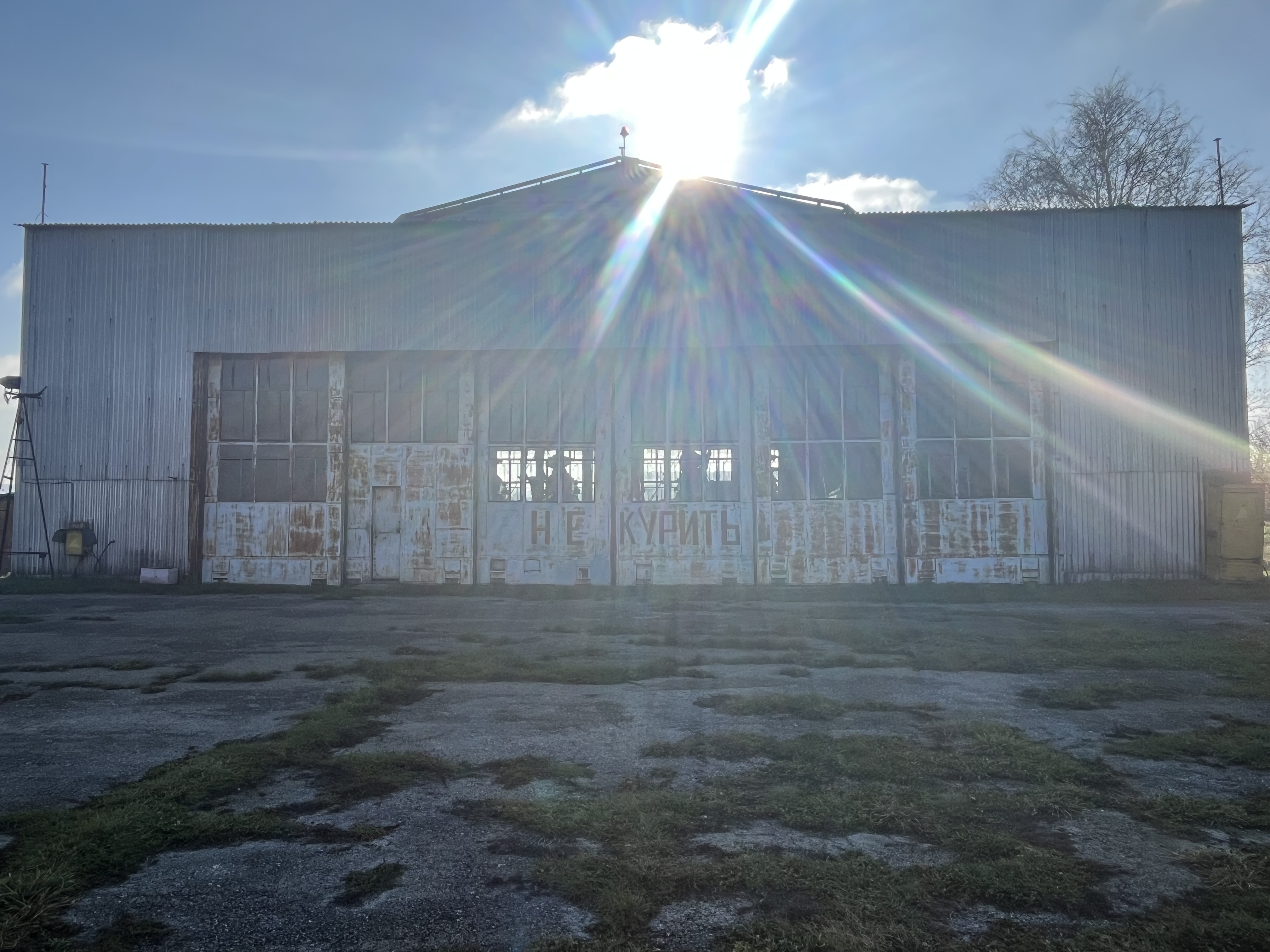